# Primitivism

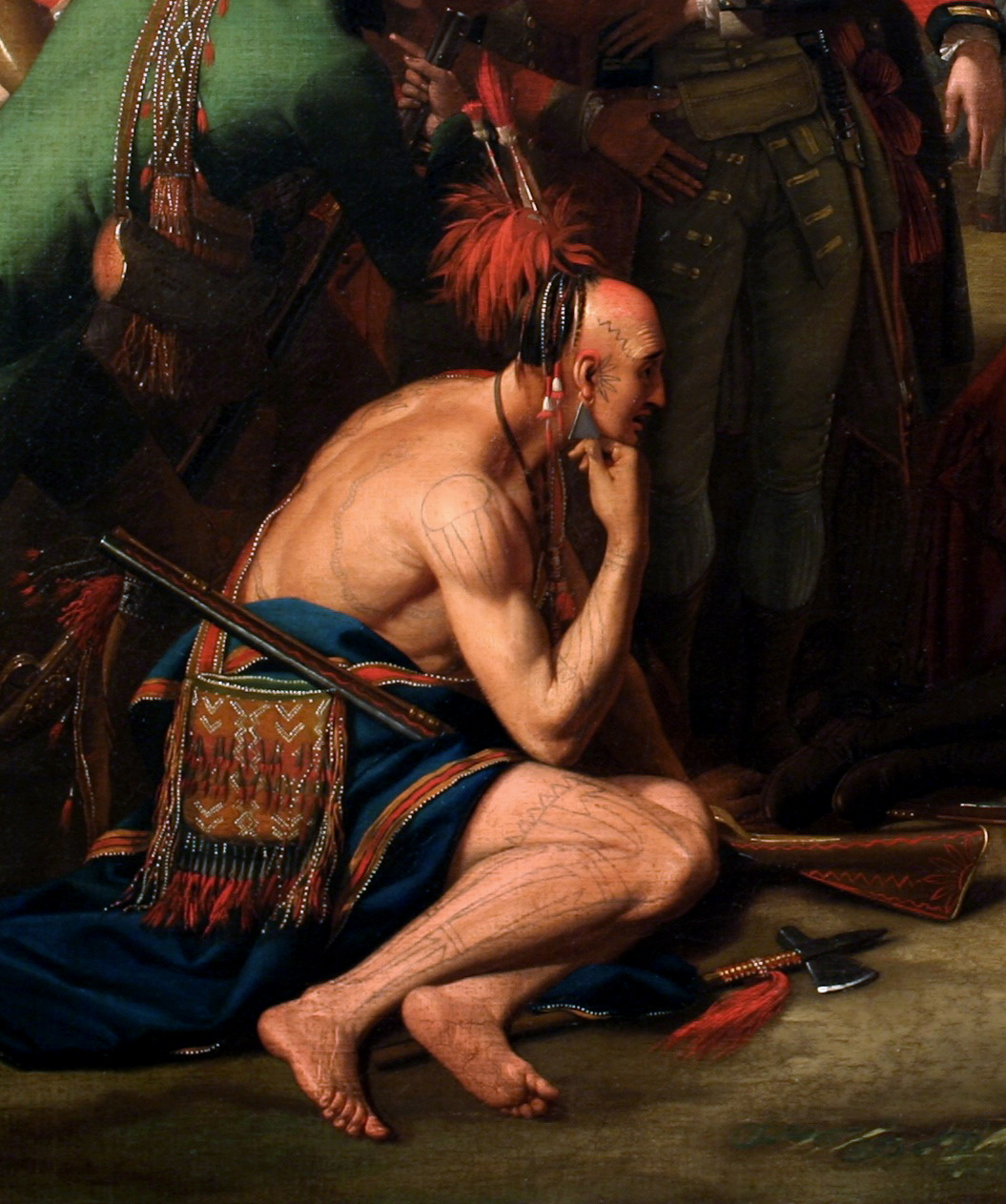
Benjamin Wests The Death of General Wolfe har setts som en illustration av den ädle vilden.

Primitivism, strävan till naturtillståndet, betecknar i allmänhet undersökning av människans ursprung och den bortom- och förciviliserade tillvaron, inom litteratur, konst och humaniora. Den kan beskrivas som strävan efter, eller undersökande av, mänsklig existens bortom civilisationen, samt försök att bryta med handlingar och tankemönster förknippade med denna och anamma ett ursprungligt vara.

## Primitivismens politiska historia
Uppfattningarna om den primitiva tillvaron kan enkelt sett delas upp i två huvudinriktningar. Å ena sidan finns Rousseaus idé om den ädle vilden som levde lyckligt och i fred, utom möjligen när han ”var hungrig”. Å andra sidan finns Hobbes devis om att den förciviliserade människans liv var ”elakt, brutalt och kort”. Senare forskning har visat att båda synsätten är delvis berättigade. Hobbes syn har blivit bekräftad i studier av förciviliserad krigföring, som uppskattas ha lett till fler dödsfall per capita än den moderna.  Å andra sidan har studier av förciviliserade samhällen visat att även dessa samhällen har mekanismer för att begränsa våld och krigföring.
Hobbes argument har använts för att rättfärdiga ökad statlig kontroll och spridande av civilisation, de Brittiska kolonialkrigen och så småningom industrialiseringen, medan Rousseaus argument har använts för att rättfärdiga en återgång till ett mer primitivt samhälle.
Industrialiseringen i det tidiga 1800-talets England stötte på stort motstånd från de s.k. ludditerna som ville behålla den allmänna marken, the commons, i gemensam ägo och bedriva tillverkning småskaligt. Deras revolt gick ut på att förstöra maskiner och bränna ner fabriker. Dessa ekonomiska sabotage hade till syfte att göra fabrikerna olönsamma och därmed möjliggöra för människor att livnära sig på småskaligt hantverk och jordbruk. Ludditernas kamp har, även om den inte kan sägas vara primitivistisk i sina mål, kommit att bli förebild för senare civilisationskritiska rörelser. 
Primitivismen är i grund och botten lika gammal som civilisationen själv, d.v.s. från neolitisk tid.[källa behövs] Förekomsten av grupper och hela civilisationer som återgår till ett naturtillstånd har förekommit in i modern tid. Föreställningen är att ett liv i naturen, präglat av enkel gemenskap och statlöshet, är ett gott liv och det som människan är ämnat att leva. Den har överlevt de knappt 10 000 år av jordbruk, domesticering, djuravel, organiserad religion, yrkesindelning, skogsskövling och hierarkier som är grundpelarna för civilisationen. Senare års forskning inom arkeologin kommit att visa att myten om ett Arkadien eller Edens trädgård har mer validitet än man tidigare trott.[källa behövs]
Idag är anarko-primitivism den i västvärlden vanligast förekommande politiska formen av primitivism. En annan vanlig sorts politisk primitivism är koloniserade ursprungsfolks kamp för sin mark och möjlighet att leva som sina förfäder, t.ex. Syd- och Nordamerikas indianer, afrikanska ursprungsstammar m.fl.

## Primitivism inom psykologi, pedagogik och patologi
Idéer om hur civilisationen förstör människor utvecklades inom psykologin av Freud, Jung och Lacan. Det tillstånd människan försätts i av att leva i ett samhällssystem kallas alienation. 
Det nyfödda barnet, då det ännu inte hunnit betingas av civilisationen, är i det naturliga tillståndet. Uppfostran och de flesta former av pedagogik, samt den alienation som präglar kontakten med vuxna i barnets närmiljö bryter ner de instinkter som barnet har för att leva i en naturlig miljö. Med det menas den miljö människan evolutionärt anpassats till att leva i. Ursprungligt föräldraskap är en ansats att inte överföra alienation till barn genom osynliggörande och andra typer av subtilt våld/härskartekniker. Inspiration hämtas från samma källor som primitivism i allmänhet, d.v.s. antropologi med dess studier av ursprungsfolk, psykologi och civilisationskritik. 
Antropologer, patologer och paleopatologer har kunnat visa på att de flesta sjukdomar inte förekommer bland nomadiska ursprungsfolk, till exempel Amazonas nomadfolk, före kontakt med civilisationen, och i inte heller förekom i paleolitisk tid. 
Inom kostläran representerar den s.k. stenålderskosten en primitiv ansats, som i korthet går ut på att minimera tillagning av mat, samt undvika att äta domesticerade djur och växter.

## Praktiserande av primitivism
Praktiskt inriktade primitivistiska strömningar strävar efter att återförvildas och försöka leva mer ursprungligt. Tamarack Song är en förgrundsgestalt inom rörelsen Teaching Drum School och ger kurser i s.k. bushcraft och primitive skills. Dessa inspireras av ursprungsfolk runt om i världen samt av hur människan levde i paleolitisk tid och före. Antropologen Thierry Sallantin, som har levt med ursprungsfolk i Franska Guyana, är en annan förgrundsgestalt. Antropologers rön är en viktig inspirationskälla för praktiserande primitivister.

## Primitivism i litteraturen och filosofin
Primitivistiska ansatser i filosofin finns exempelvis hos Rousseau, bl.a. i hans essä Ojämlikhetens ursprung, och hos Martin Heidegger bl.a. i hans Varat och tiden. 
Det är även ett återkommande tema i de flesta religioner; att det har funnits en tidigare gyllene tidsålder där människan var oskyldig och fri, exempelvis i gamla testamentet där berättelsen om syndafallet (civilisationen) och edens lustgård (för-civilisationen) berättas. 
Primitivism är också återkommande i romantikens litteratur, ofta som en reaktion på industrialismen, kanske tydligast i Thoreaus Walden.
De första årtiondena av 1900-talet kännetecknas i skönlitteraturen av olika former av civilisationskritik, ofta med marxistiska förtecken, men framför allt under tydlig påverkan från Sigmund Freud. En av de främsta primitivistiska författarna var engelsmannen David Herbert Lawrence (1885-1930), som i sina romaner gör uppror emot industrialismen, intellektualism, materialism och den viktorianska sexualsynen som enligt honom förnekar den oskuldsfulla djuriskheten. I stället förespråkar han driften som människans ledstjärna, där i synnerhet sexualitetens betydelse för personligheten och välbefinnandet är fundamental. Ännu längre gick Henry Miller (1891-1980) som med sina pornografiska skildringar kritiserar kulturens, i hans tycke, mekaniska känsloyttringar.
I Sverige förknippas Fem unga med denna strömning. Begreppet primitivism avseende den litteratur de representerade lanserades först av Sven Stolpe i tidskriften Fronten i början av 1930-talet. Artur Lundkvist, tongivande i Fem unga, definierade i essäboken Atlantvind (1932) sin syn på primitivismen som "en spontan – men även ideologiskt fullt motiverad – revolt mot en civilisation, som hotar leda till sterilisering genom förträngning av drifterna, och en strävan att under en ny, anpassningsbar kultur vinna anknytning till de starka, ursprungliga drifterna och det primärt mänskliga. Primitivismen syftar givetvis icke till någon återgång till naturen i den gamla meningen – en alltför naiv och absurd tanke – utan till en återknytning till den natur som all sann kultur utgör en utveckling av." Impulser från primitivistiska strömningar i svensk 1930-talslitteratur återfinns även i romaner som Eyvind Johnsons Regn i gryningen (1932) och Vilhelm Mobergs Mans kvinna (1933).

## Primitivism som konströrelse
Paul Gauguins konst kallades för primitivism. I Kanada har folkkonstnären Maud Lewis tavlor kallats primitivistiska av konstkritiker.